# Tomás Morales (sacerdote)
Tomás Morales Pérez (Macuto, Venezuela, 30 de octubre de 1908-Alcalá de Henares, 1 de octubre de 1994) fue un sacerdote católico español. Se destacó por su obra apostólica, dejando como principales legados el Instituto Secular Cruzados de Santa María y el Instituto Secular Cruzadas de Santa María, el movimiento apostólico de jóvenes Milicia de Santa María y la asociación pública de fieles Hogares de Santa María.

## Vida y obra
Nació en Venezuela de familia española, originaria de la isla de La Palma. Al trasladarse a Madrid estudió en el Colegio de los Jesuitas de Chamartín, y posteriormente la carrera de Derecho en la Universidad Central de la capital, llegando a ser Presidente de los Estudiantes Católicos.
Tras defender su tesis en 1932 en Bolonia (Italia), a los veintitrés años ingresó en la Compañía de Jesús belga de Chevetogne, siendo ordenado sacerdote el 13 de mayo de 1942 en Granada. Consagró su sacerdocio con visión profética a la animación de los laicos.
A partir de ese momento, Madrid se convirtió en el centro de su apostolado, fundándose en 1947 el Hogar del Empleado como resultado de un trabajo benéfico-social. De este movimiento nacieron el instituto secular masculino Cruzados de Santa María y, años después, el instituto secular femenino Cruzadas de Santa María. Roma aprobó las Constituciones de estos dos Institutos en 1988 y 1989. 
Su rica experiencia espiritual y educativa quedó reflejada en libros como "Forja de hombres", "Laicos en Marcha" y "Hora de los Laicos".
En Ávila el 7 de abril de 1994 sufrió una caída que le fracturó el fémur y requirió una operación. Su salud empezó a decaer a partir de ese momento y falleció el 1 de octubre a causa de una hipotermia en Alcalá de Henares. Sus restos fueron trasladados a la casa matriz de su orden el 5 de noviembre de 2002.
La apertura de su Causa de Beatificación y Canonización tuvo lugar el 24 de junio de 2000 en la archidiócesis de Madrid, se lo nombró Siervo de Dios. El 26 de junio de 2007 se abrió el proceso en Roma en el Dicasterio para las Causas de los Santos. Las etapas siguientes se desarrollaron allí. El 8 de noviembre de 2017 se firmó el decreto por lo que se reconocían sus virtudes heroicas, siendo nombrado Venerable.

## Textos del P. Tomás Morales
- Pensamientos sobre la fe. Editorial Encuentro. ISBN 978-84-9055-006-9
- Semblanzas I. Editorial Encuentro. ISBN 978-84-7490-817-6
- Semblanzas II. Editorial Encuentro. ISBN 978-84-7490-818-3
- Semblanzas III. Editorial Encuentro. ISBN 978-84-7490-819-0
- Semblanzas IV. Editorial Encuentro. ISBN 978-84-7490-820-6
- Semblanzas V. Editorial Encuentro. ISBN 978-84-7490-821-3
- Semblanzas VI. Editorial Encuentro. ISBN 978-84-7490-822-0
- Semblanzas VII. Editorial Encuentro. ISBN 978-84-7490-823-7
- Semblanzas VIII. Editorial Encuentro. ISBN 978-84-7490-824-4
- Semblanzas VIII. Editorial Encuentro. ISBN 978-84-7490-824-4
- Semblanzas IX. Editorial Encuentro. ISBN 978-84-7490-825-1
- Semblanzas X. Editorial Encuentro. ISBN 978-84-7490-826-8
- Semblanzas XI. Editorial Encuentro. ISBN 978-84-7490-827-5
- Semblanzas XII. Editorial Encuentro. ISBN 978-84-7490-828-2

## Textos sobre el P. Tomás Morales
- Sánchez de la Toca, Melchor. Tomás Morales, apóstol de la juventud. Editorial Encuentro. ISBN 978-84-7490-517-5
- Rodríguez Gutiérrez, Feliciano. Tomás Morales, sacerdote Editorial Encuentro. ISBN 978-84-7490-470-3
- Ancos Morales, Beatriz de. Tomás Morales: formador de minorías. Editorial Encuentro. ISBN 978-84-7490-440-6
- Gazapo, Bienvenido, Tomás Morales, forjador de hombres. Editorial Encuentro. ISBN 978-84-7490-436-9